# Madeleine Giske
Madeleine Giske (ur. 14 września 1987 w Norymberdze) – norweska piłkarka grająca na pozycji pomocnika lub obrońcy, zawodniczka reprezentacji Norwegii, uczestniczka Mistrzostw Świata w Piłce Nożnej Kobiet 2007 rozegranych w Chinach, gdzie Norwegia zajęła IV miejsce. Występowała w klubach IL Bjarg, Fana IL, IL Sandviken, Arna-Bjørnar, Røa IL i LSK Kvinner FK.
Córka Andersa Giske.